# Snow White: A Tale of Terror
Snow White: A Tale of Terror (bra: Floresta Negra ou A Floresta Negra) é um filme estadunidense de 1997, dos gêneros terror e fantasia, dirigido por Michael Cohn, com roteiro de Thomas Szollosi e Deborah Serra baseado no conto de fadas Branca de Neve dos Irmãos Grimm.

## Sinopse
Lilliana Lilli vivia tranquilamente com seu pai e sua misteriosa e malvada madrasta Cláudia, porém, quando completa seus 16 anos de vida, sua beleza desabroxa como uma flor, causando em sua detestada madrasta, inveja, ódio e ciúme. Cada vez mais perturbada, Cláudia começa a planejar uma vingança abominável... Agora, Lilli terá que lutar com todas sua forças para poder se livrar do mal que a cerca, e assim, poder desmascarar sua impiedosa e malvada madrasta Cláudia.[carece de fontes?]

## Elenco
- Sigourney Weaver (Lady Claudia Hoffman)
- Sam Neill (Lord Friedrich Hoffman)
- Gil Bellows (Will)
- Taryn Davis (Jovem Lilliana Lilli Hoffman)
- Brian Glover (Lars)
- David Conrad (Dr. Peter Gutenberg)
- Monica Keena (Lilliana Lilli Hoffman)
- Anthony Brophy (Rolf)
- Frances Cuka (Nannau)
- Christopher Bauer (Konrad)
- John Edward Allen (Bart)
- Joanna Roth (Lady Lilliana Hoffman)
- Dale Wyatt (Ilsa)
- Miroslav Taborsky (Gustav)
- Andrew Tiernan (Scar)
- Brian Pringle (Pai Gilbert)